# 196 (tal)
196 är det naturliga talet som följer 195 och som följs av 197.
19610 (det vill säga 196 i basen tio) är ett speciellt heltal, eftersom det troligtvis inte genererar ett palindromtal då 196-algoritmen (som fått sitt namn på grund av talets sällsynta beteende) tillämpas upprepande gånger med 196 som startvärde. Dock har ingen ännu lyckats bevisa att så faktiskt är fallet.

## Inom matematiken
- 196 är ett jämnt tal.
- 196 är det 14:e kvadrattalet
- 196 är ett hendekagontal
- 196 är ett Heptagonalt pyramidtal
- 196 är ett Praktiskt tal.
- 196 är ett pentagonalt pyramidtal

## Inom vetenskapen
- 196 Philomela, en asteroid